# Scybalocanthon arcabuquensis
Scybalocanthon arcabuquensis là một loài bọ cánh cứng trong họ Bọ hung (Scarabaeidae).